# 沙田第一城
座標: 北緯22度23分12秒 東経114度12分12秒 / 北緯22.3867度 東経114.2034度
沙田第一城（さでんだいいちじょう、中国語: 沙田第一城, 英語: City One Shatin）は、香港新界沙田区にある住宅団地。52の住宅棟から構成され、沙田区では最大の住宅プロジェクトである。団地内には、2つの商業施設（フォーチュン・シティワンとフォーチュン・シティワン・プラス）、レクリエーションガーデン、住民用のコート、プールが設置されている。また、近隣に学校が数校置かれている。
住宅はフォーチュングループ（富城集団）の「百得物業管理有限公司」が管理している。

## 歴史
沙田第一城の建つ圓洲角一帯は、もともと沙田海であった。1979年、香港政府は沙田ニュータウンの開発に伴い、600万平方フィート以上の埋め立てを行った。開発では、恒基兆業、新世界発展、新鴻基地産、長江実業の4者で結成された「百得置業」が、2,000万香港ドルで落札した。埋め立て完了後、土地の70％は公営住宅や公共施設の用地として政府所有となり、残りの250万平方フィートが民間住宅として開発された。所在地が沙田市の一番地であることから、「沙田第一城」と名付けられ、1981年から1987年までの間に段階的に入居が行われた。

## 住宅

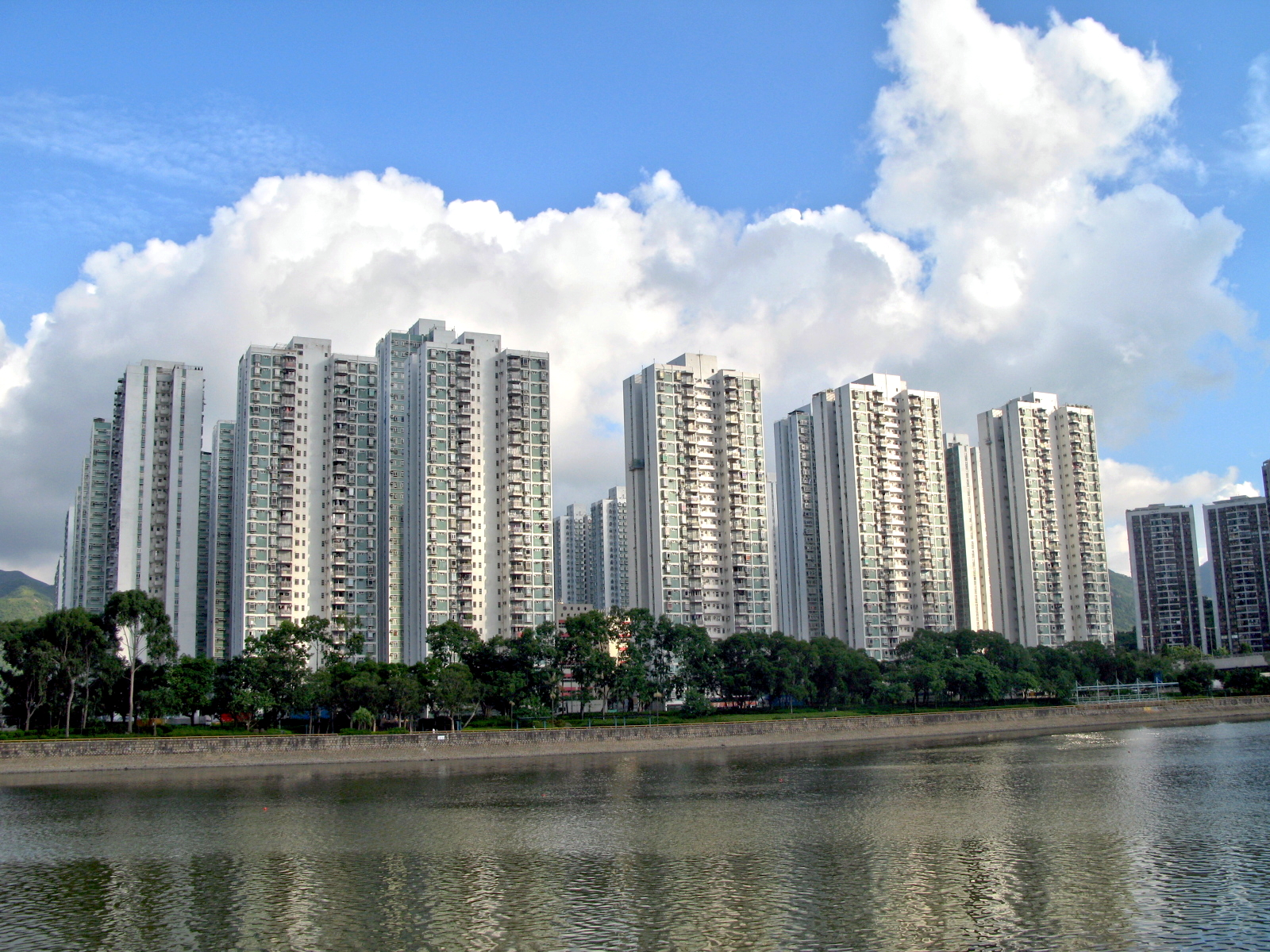
城門川に面した第一期の建物

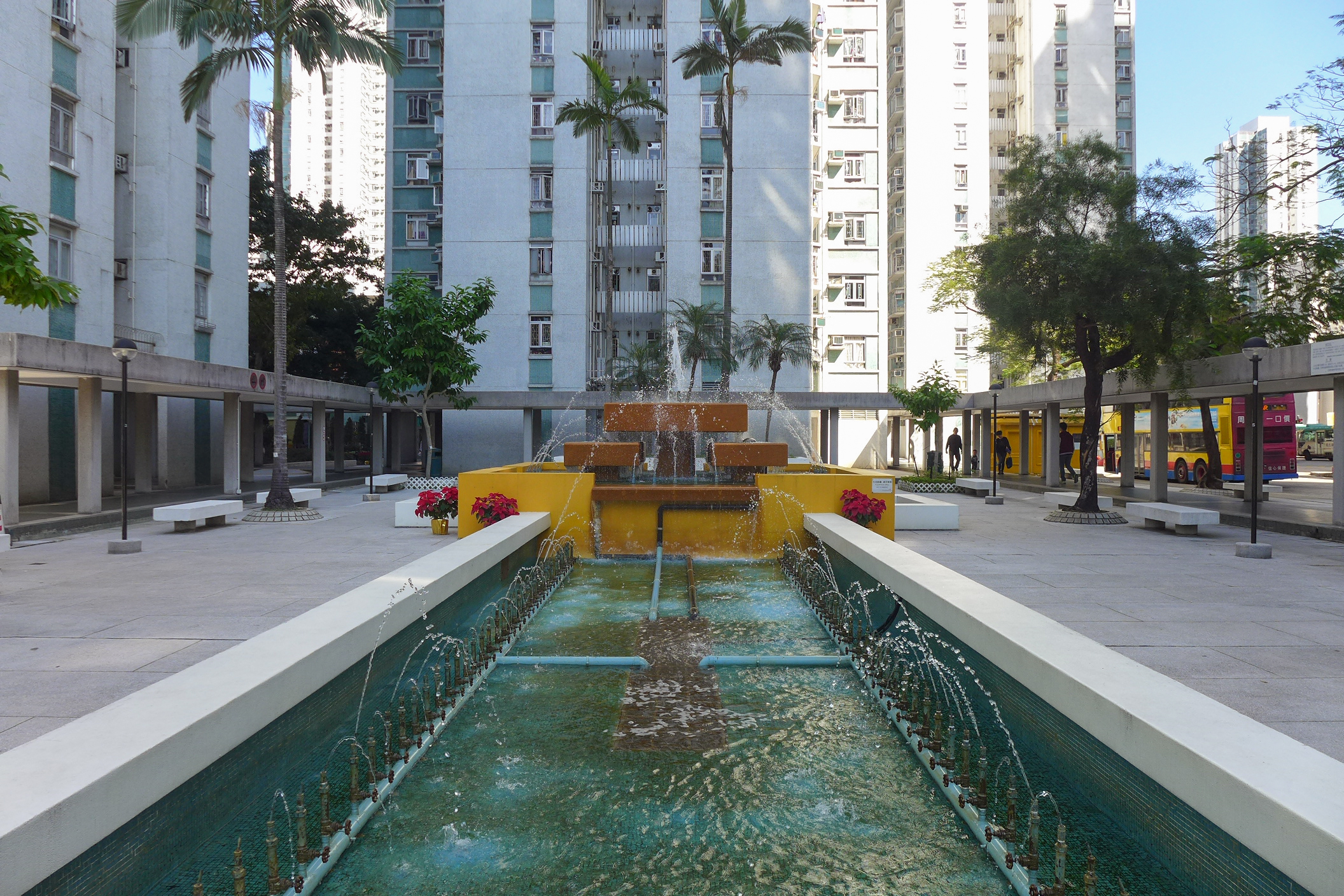
沙田第一城バスターミナル近くの噴水

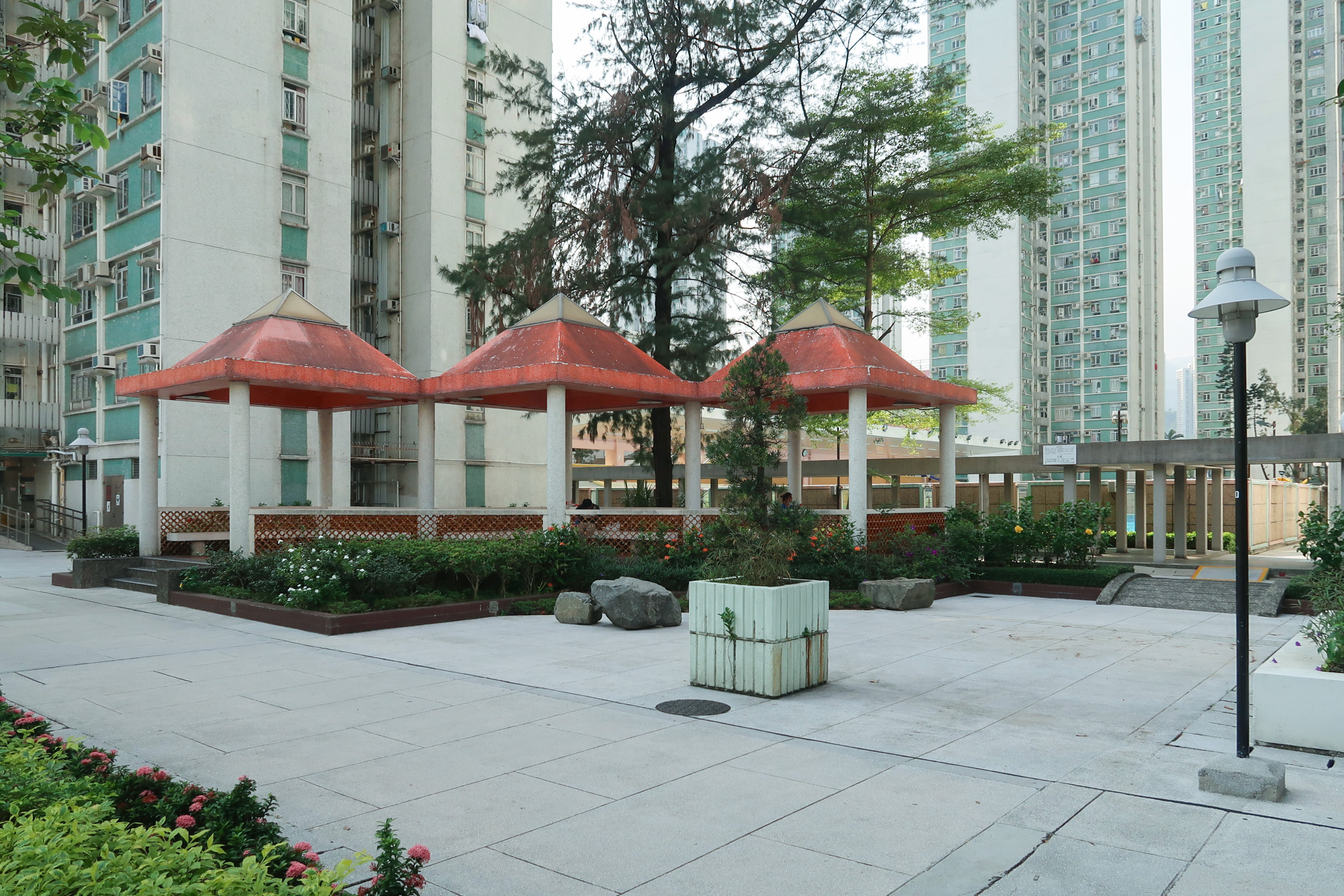
第10、11棟の近くにはもともと池があったが、2000年代初頭に庭園へ改装された

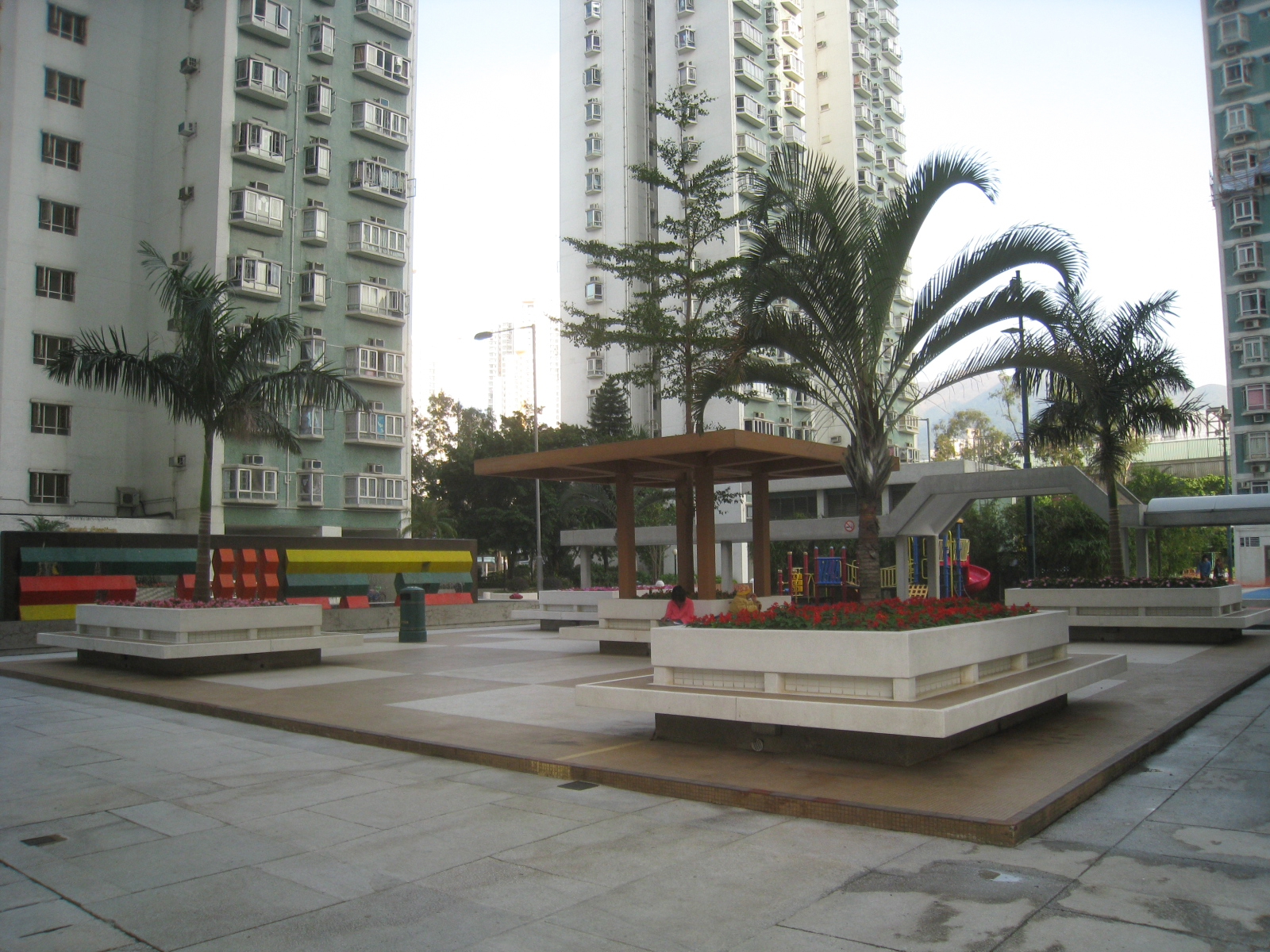
第27〜30棟の公園

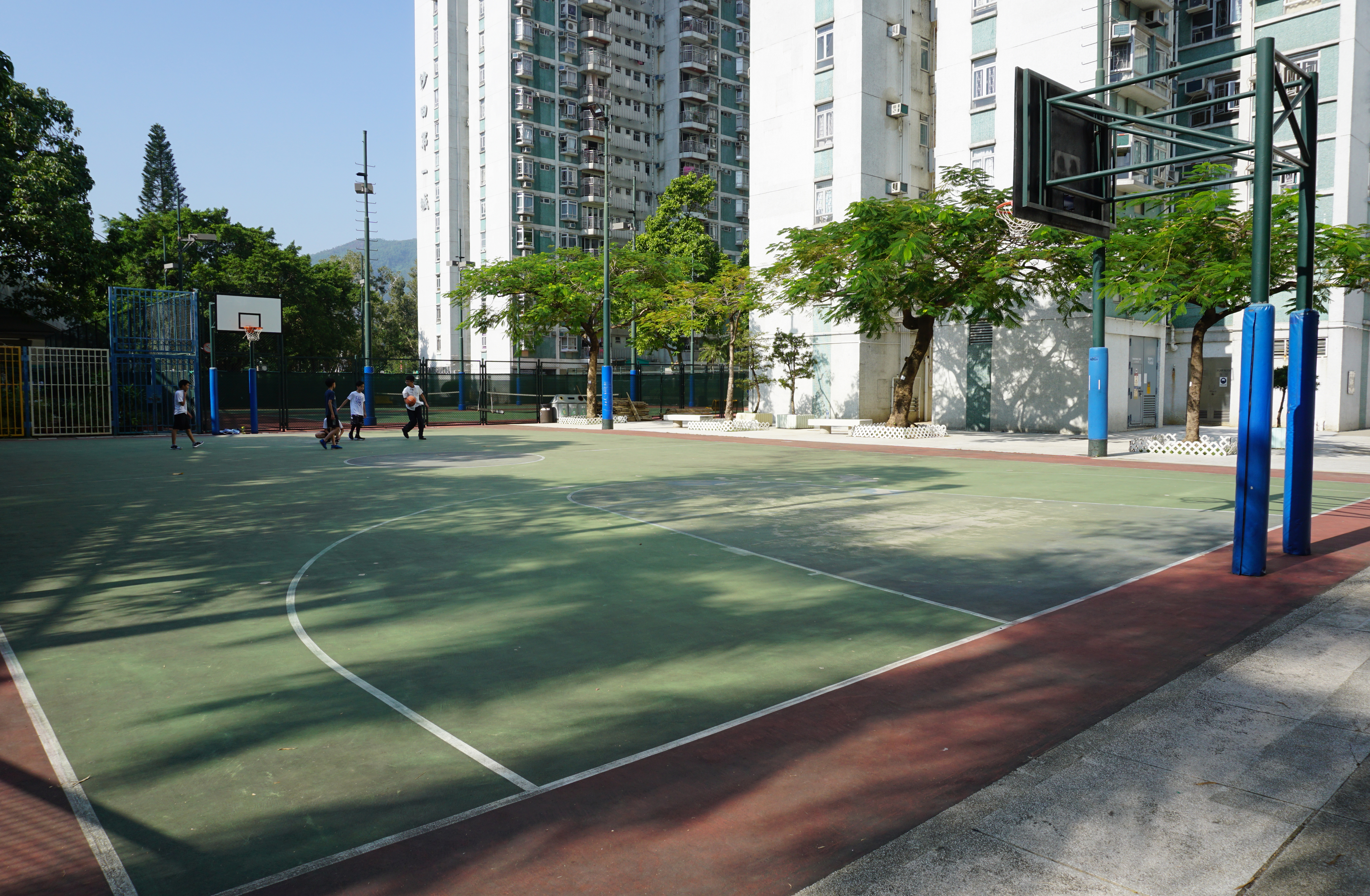
バスケットボール・テニスコート

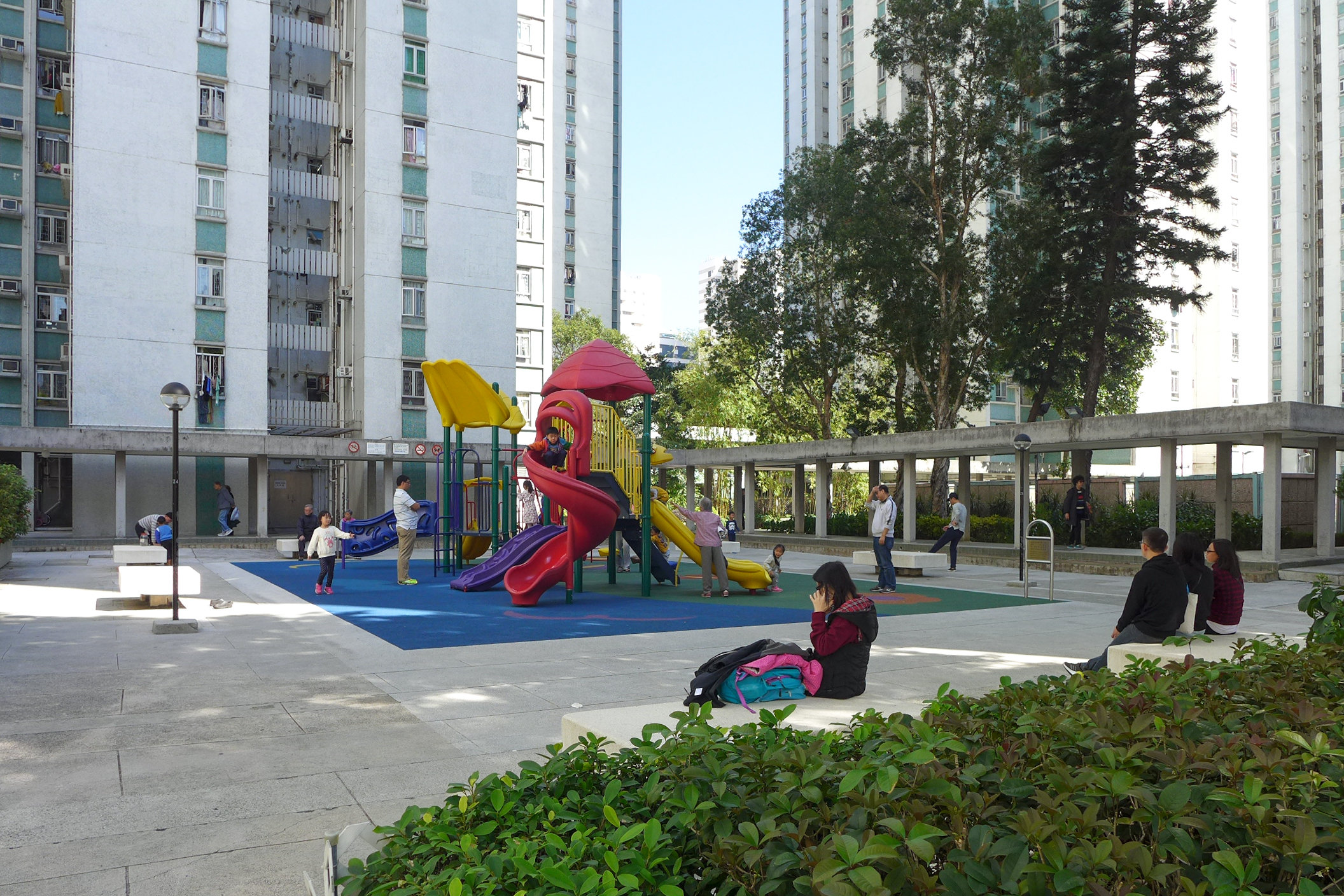
第7、8棟近くの児童公園

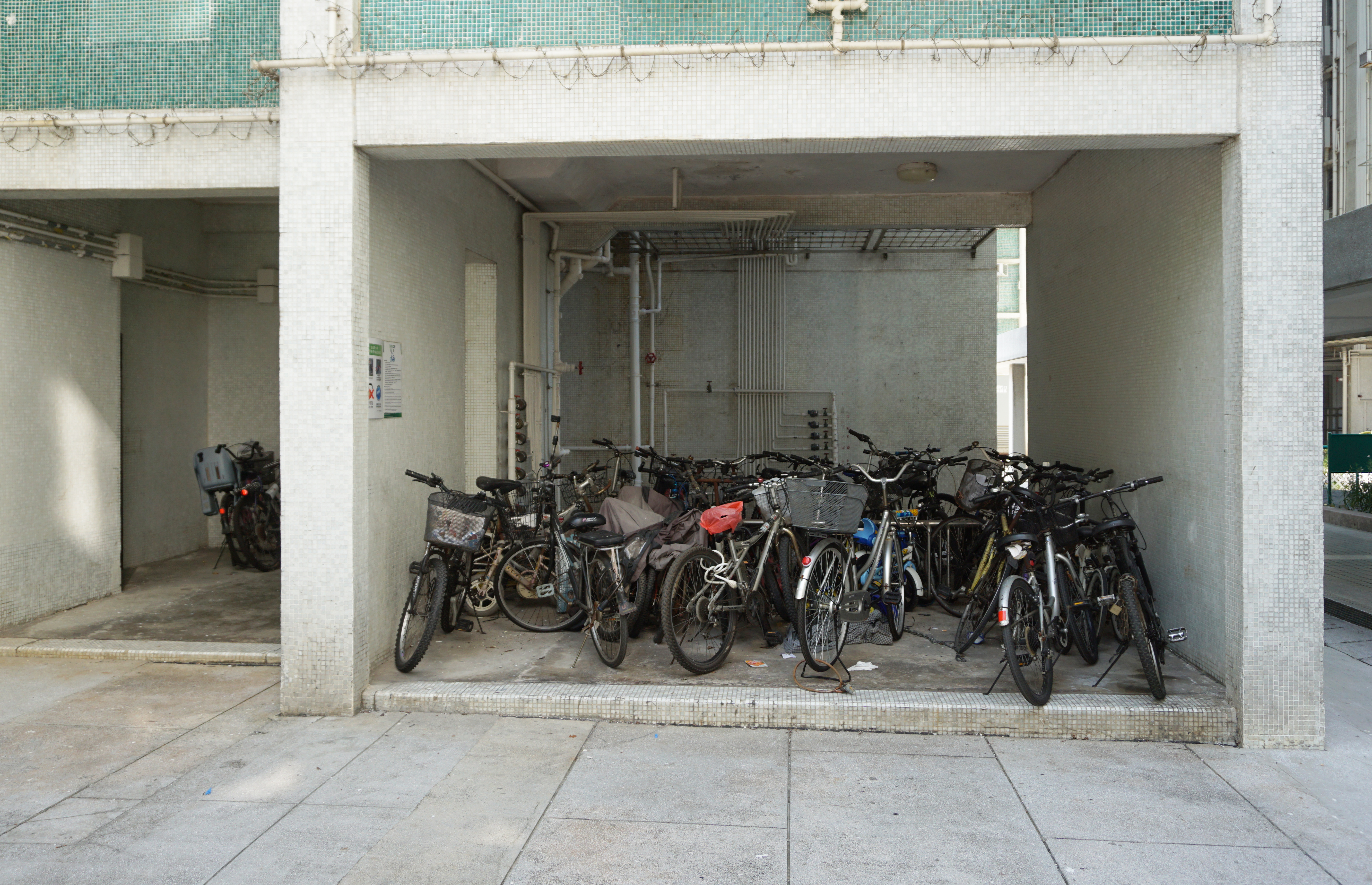
自転車置き場

沙田第一城は、27階〜34階の住宅棟52棟から構成されている。開発は7期に分けて行われ、合わせて10,642戸の住宅が建設された。各戸の床面積は389〜1,018平方フィート。各階の戸数が4、6、8の3種類の住宅があり、すべてベランダがついている。
| 開発   | 棟番号 | 階数 | 各階戸数 | 戸数 | 入居年月   |
| 第一期 | 1      | 27   | 8        | 216  | 1981年1月  |
| 第一期 | 2      | 27   | 8        | 216  | 1981年1月  |
| 第一期 | 3      | 27   | 8        | 216  | 1981年5月  |
| 第一期 | 4      | 27   | 4        | 108  | 1981年2月  |
| 第一期 | 5      | 27   | 4        | 108  | 1980年10月 |
| 第一期 | 6      | 27   | 4        | 108  | 1980年10月 |
| 第一期 | 7      | 33   | 6        | 196  | 1981年4月  |
| 第一期 | 8      | 30   | 8        | 240  | 1981年5月  |
| 第一期 | 9      | 30   | 8        | 240  | 1981年5月  |
| 第一期 | 10     | 30   | 8        | 240  | 1981年6月  |
| 第一期 | 11     | 33   | 6        | 196  | 1981年5月  |
| 第一期 | 12     | 33   | 6        | 196  | 1981年4月  |
| 第一期 | 13     | 27   | 4        | 108  | 1981年3月  |
| 第一期 | 14     | 27   | 4        | 108  | 1981年3月  |
| 第二期 | 15     | 27   | 4        | 108  | 1982年4月  |
| 第二期 | 16     | 30   | 8        | 240  | 1982年4月  |
| 第二期 | 17     | 27   | 8        | 216  | 1982年4月  |
| 第二期 | 18     | 33   | 6        | 198  | 1982年4月  |
| 第二期 | 19     | 30   | 8        | 240  | 1982年4月  |
| 第二期 | 20     | 27   | 8        | 216  | 1982年4月  |
| 第二期 | 21     | 30   | 8        | 240  | 1982年4月  |
| 第二期 | 22     | 33   | 6        | 198  | 1982年4月  |
| 第二期 | 23     | 27   | 8        | 216  | 1982年4月  |
| 第六期 | 24     | 30   | 8        | 240  | 1986年7月  |
| 第六期 | 25     | 30   | 4        | 120  | 1986年7月  |
| 第六期 | 26     | 30   | 8        | 240  | 1986年7月  |
| 第五期 | 27     | 28   | 4        | 112  | 1985年10月 |
| 第五期 | 28     | 28   | 4        | 112  | 1985年10月 |
| 第三期 | 29     | 30   | 8        | 240  | 1983年8月  |
| 第三期 | 30     | 30   | 8        | 240  | 1983年8月  |
| 第三期 | 31     | 30   | 8        | 240  | 1983年8月  |
| 第三期 | 32     | 30   | 8        | 240  | 1983年8月  |
| 第三期 | 33     | 27   | 4        | 108  | 1983年8月  |
| 第七期 | 34     | 34   | 4        | 136  | 1987年10月 |
| 第七期 | 35     | 34   | 4        | 136  | 1987年10月 |
| 第七期 | 36     | 33   | 8        | 264  | 1987年10月 |
| 第四期 | 37     | 30   | 8        | 240  | 1985年5月  |
| 第四期 | 38     | 30   | 8        | 240  | 1985年5月  |
| 第四期 | 39     | 30   | 8        | 240  | 1985年5月  |
| 第四期 | 40     | 30   | 8        | 240  | 1985年5月  |
| 第四期 | 41     | 30   | 8        | 240  | 1985年5月  |
| 第四期 | 42     | 30   | 8        | 240  | 1985年5月  |
| 第四期 | 43     | 30   | 8        | 240  | 1985年5月  |
| 第四期 | 44     | 30   | 8        | 240  | 1985年5月  |
| 第四期 | 45     | 30   | 8        | 240  | 1985年5月  |
| 第五期 | 46     | 30   | 8        | 240  | 1986年1月  |
| 第五期 | 47     | 30   | 8        | 240  | 1986年1月  |
| 第五期 | 48     | 30   | 8        | 240  | 1986年1月  |
| 第五期 | 49     | 30   | 8        | 240  | 1986年1月  |
| 第五期 | 50     | 30   | 8        | 240  | 1986年1月  |
| 第五期 | 51     | 30   | 8        | 240  | 1986年1月  |
| 第五期 | 52     | 30   | 8        | 240  | 1986年1月  |

## 娯楽・商業施設
沙田第一城には、銀城街の南東にフォーチュン・シティワン（置富第一城、旧・第一城中心）、銀城街の北西にフォーチュン・シティワン・プラス（置富第一城・楽薈、旧・銀城商塲）の商業施設が置かれている。また、50mプール、卓球コート、スカッシュコート、冷暖房完備の市場、ガソリンスタンド、図書館、屋外バスケットボールコート3つ、児童公園4つ、テニスコート5つが備えられている。

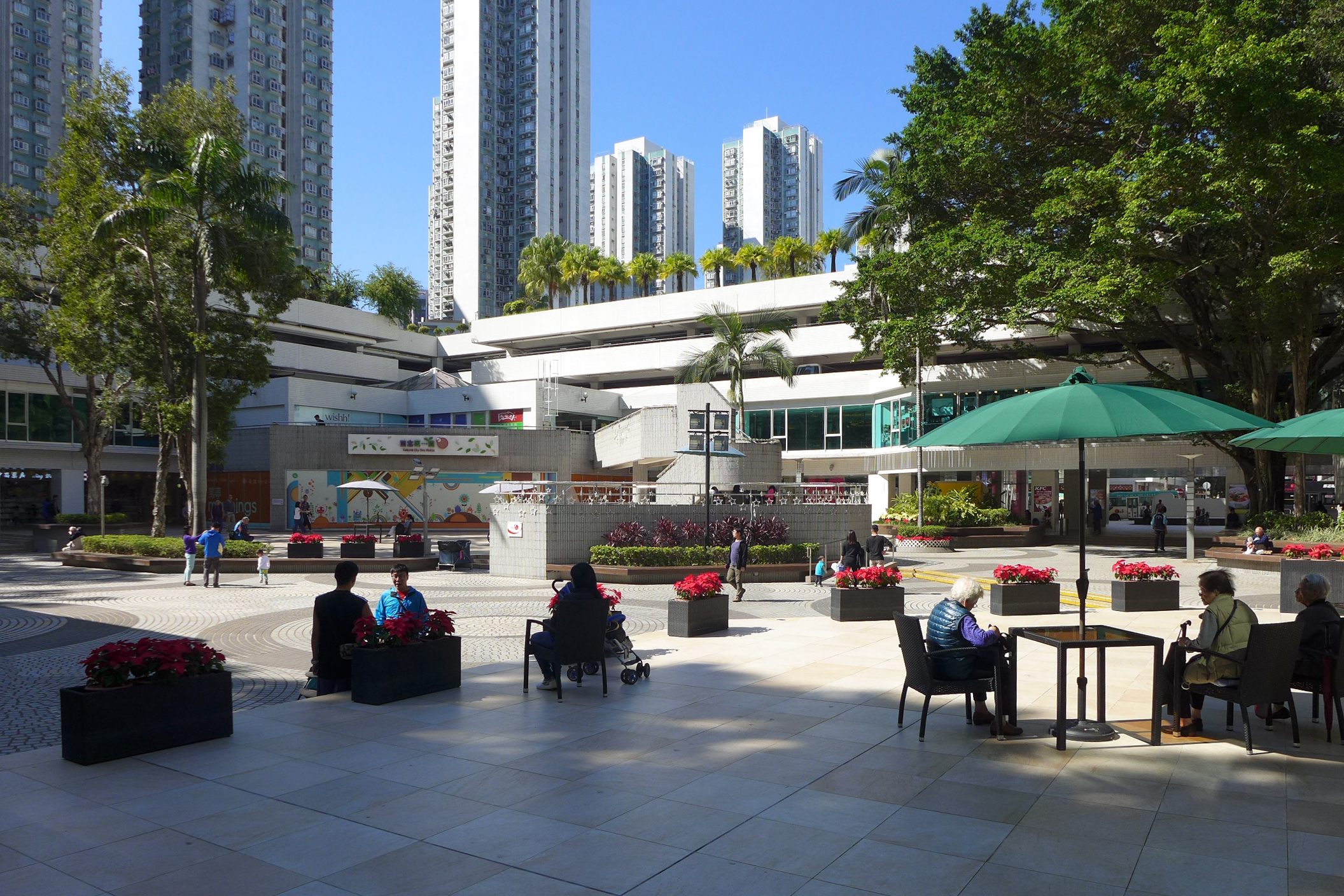
フォーチュン・シティワン
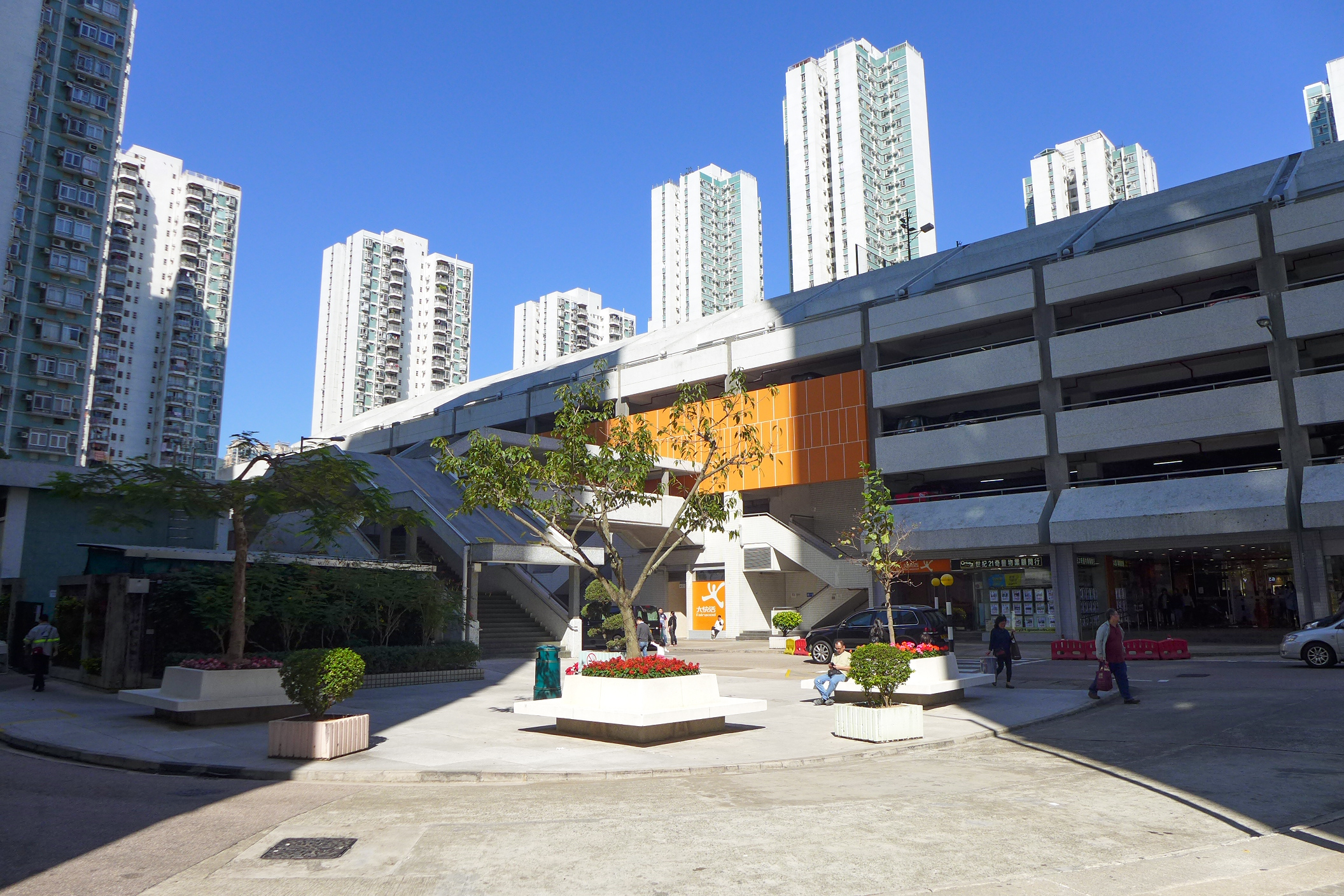
フォーチュン・シティワン・プラス
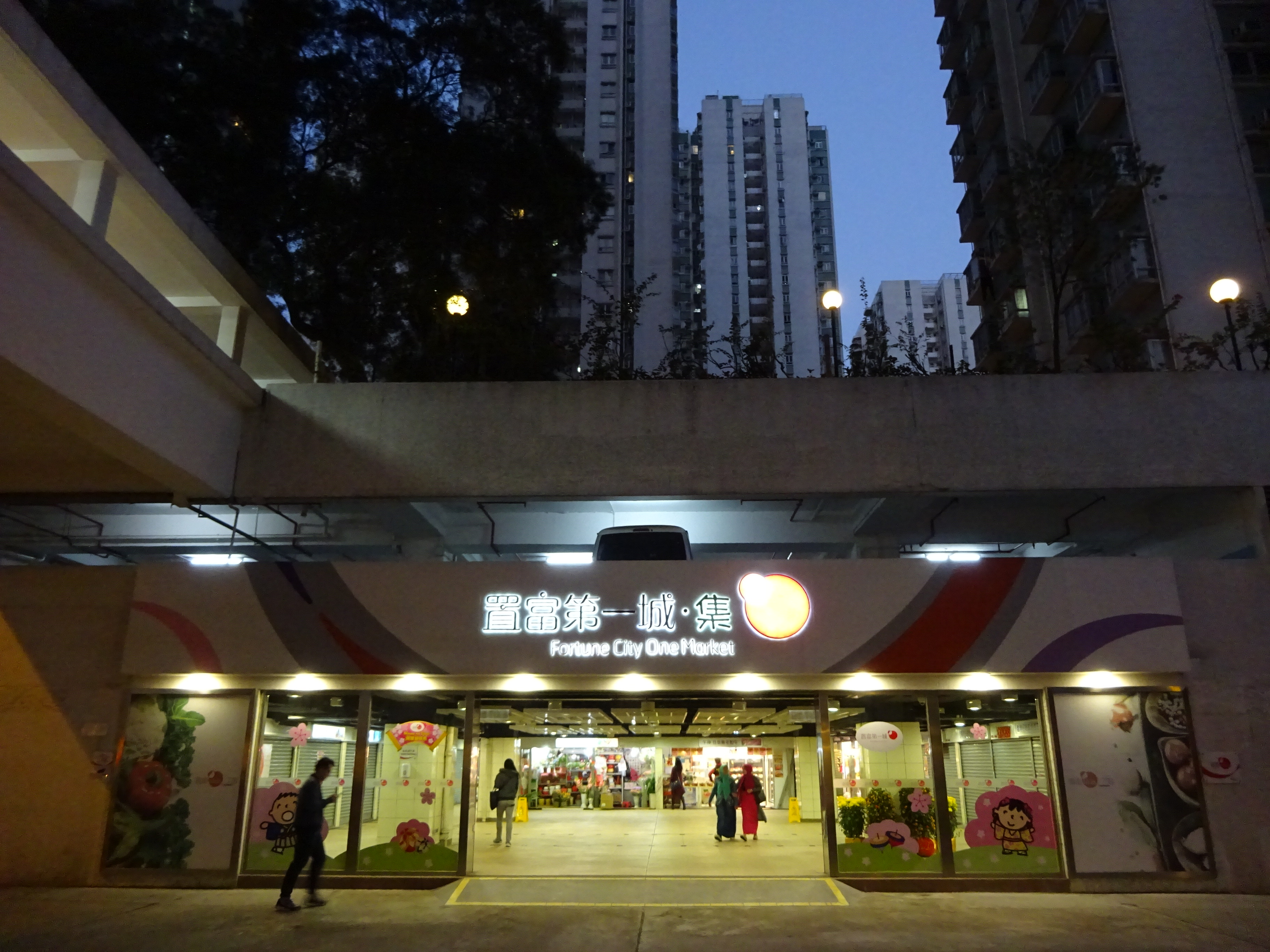
第一城市場
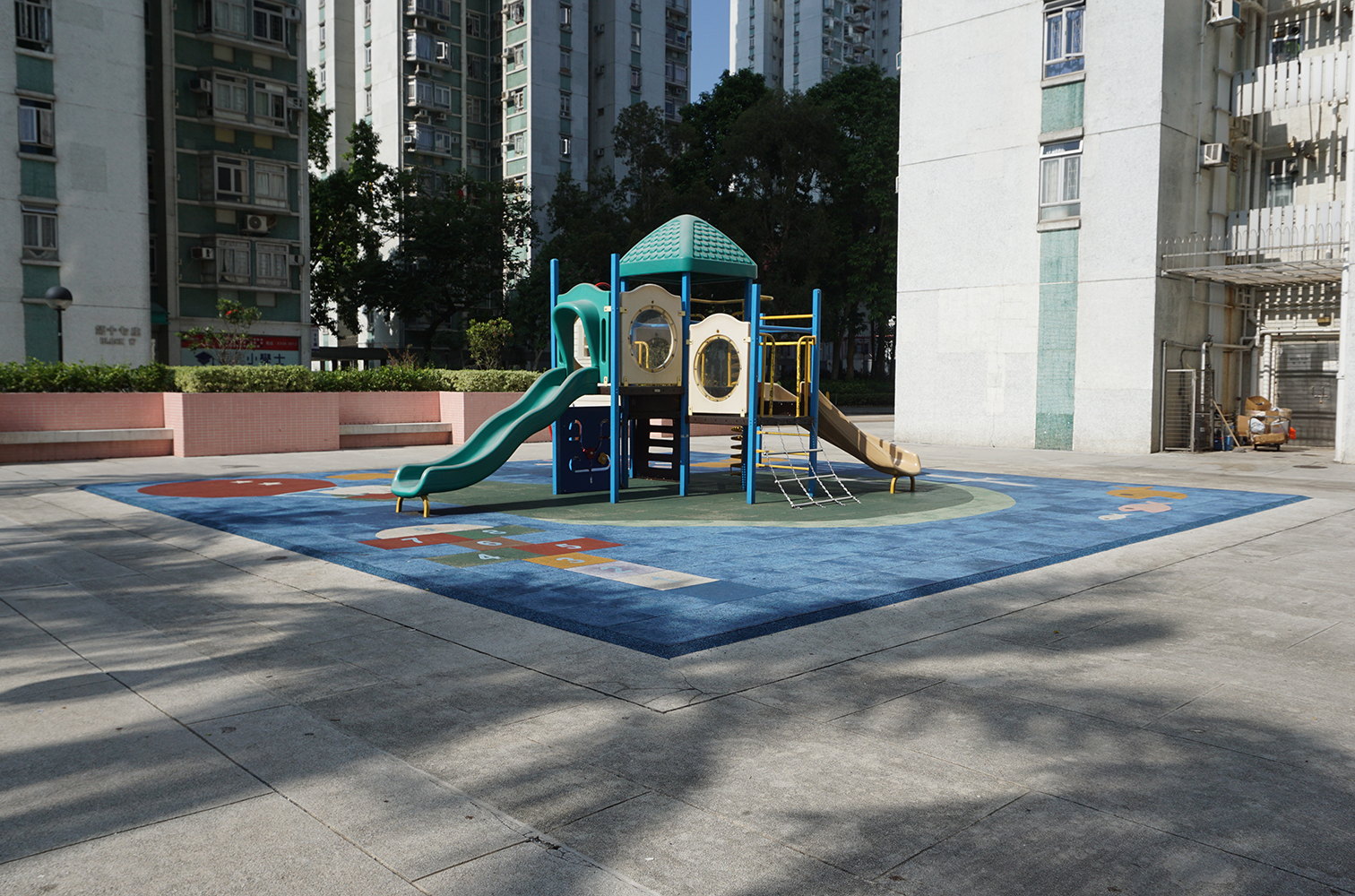
児童公園
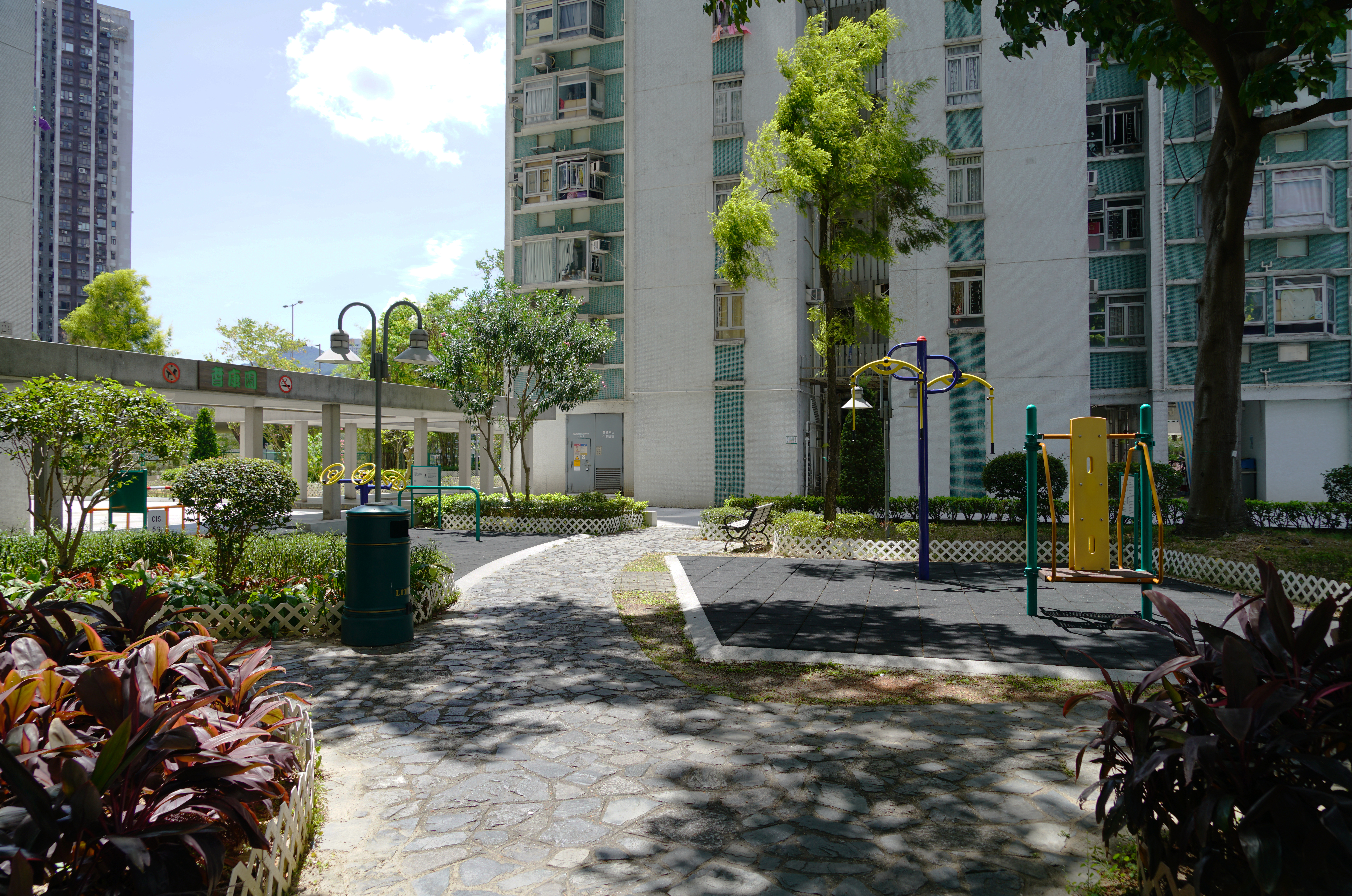
健康器具のある「耆康園」
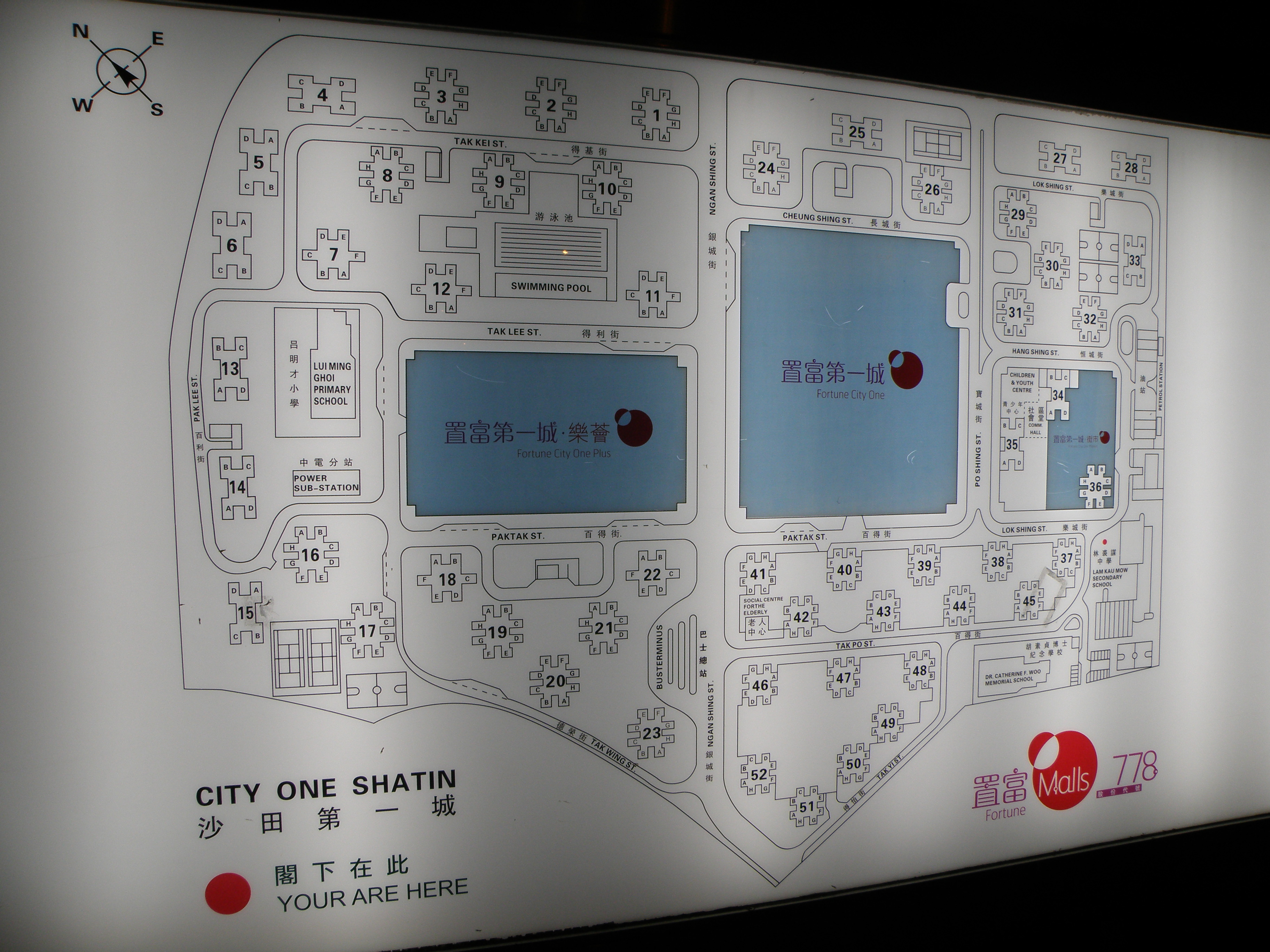
第一城の地図

## 病院・教育
病院
- プリンス・オブ・ウェールズ病院（威爾斯親王醫院）
- 圓洲角普通科診所

小学校

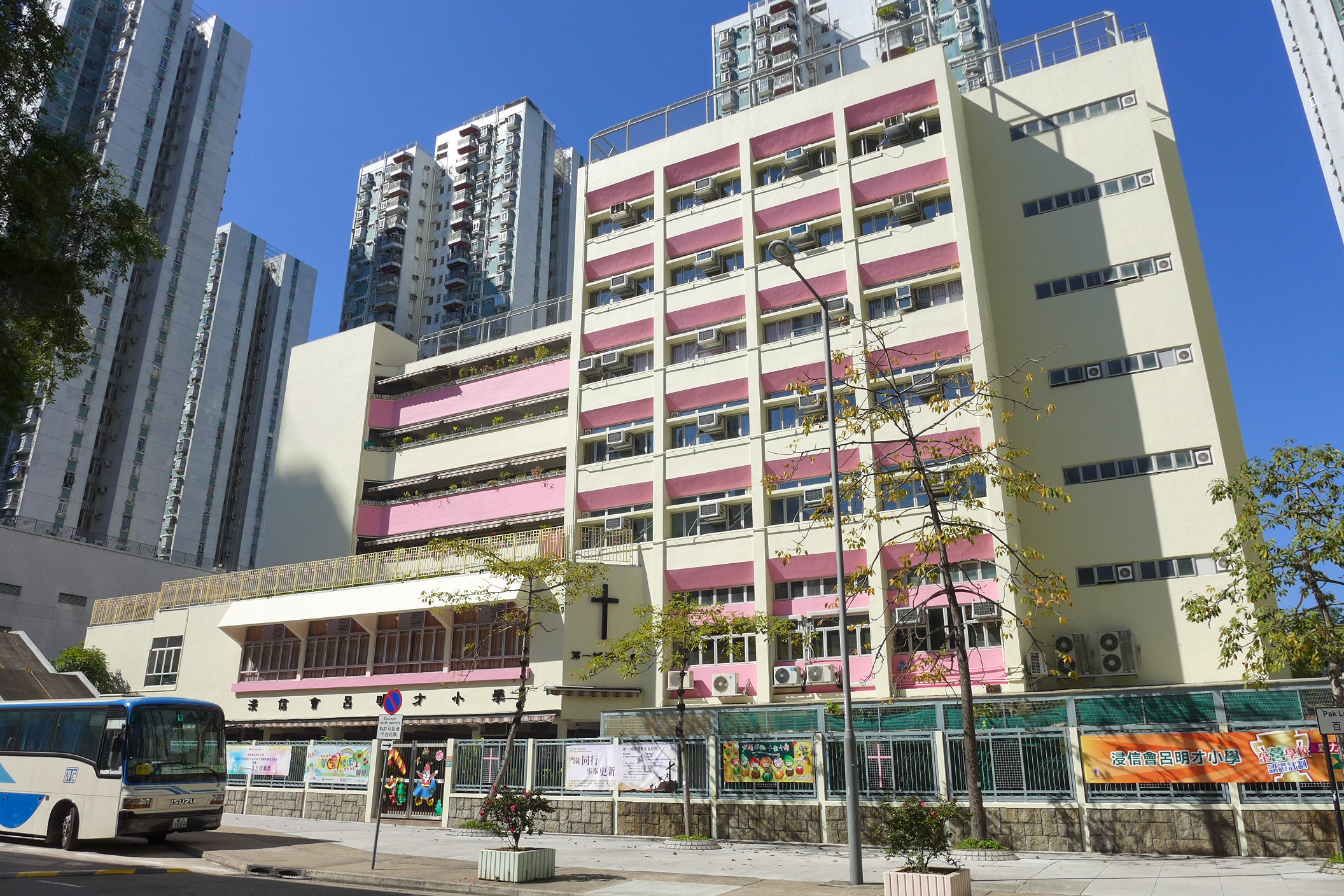
浸信会呂明才小学（中国語版）
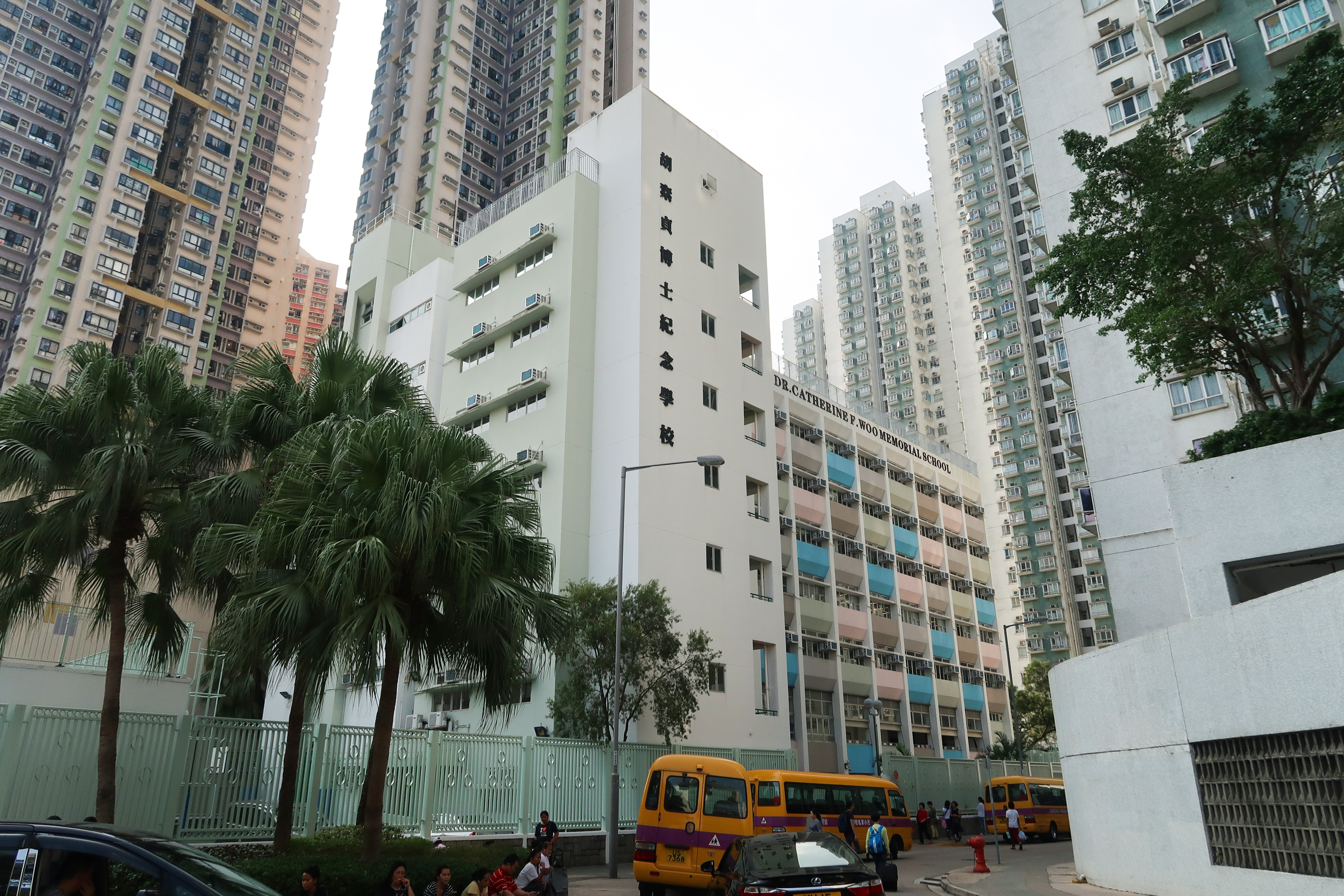
胡素貞博士記念学校
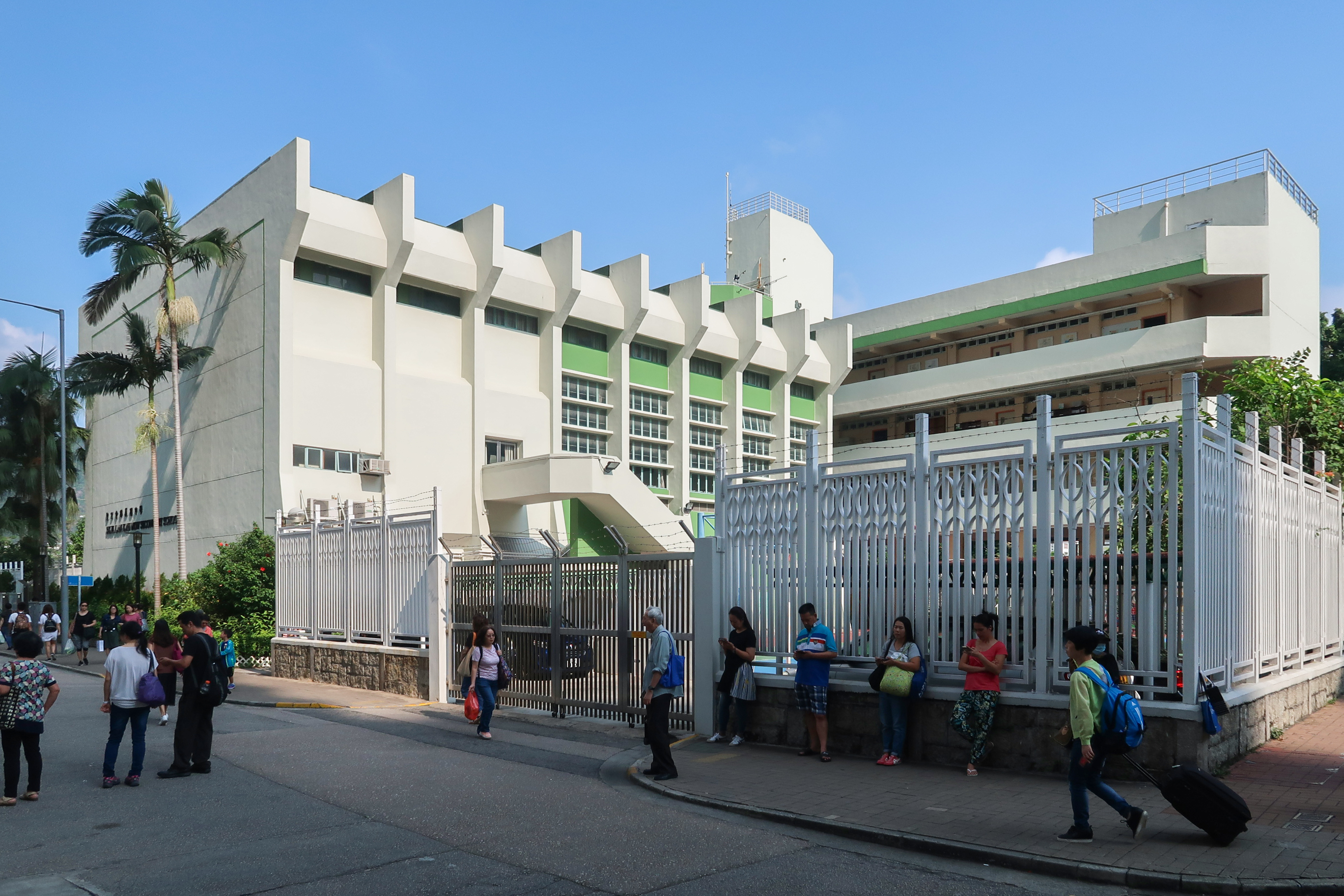
聖公会林裘謀中学
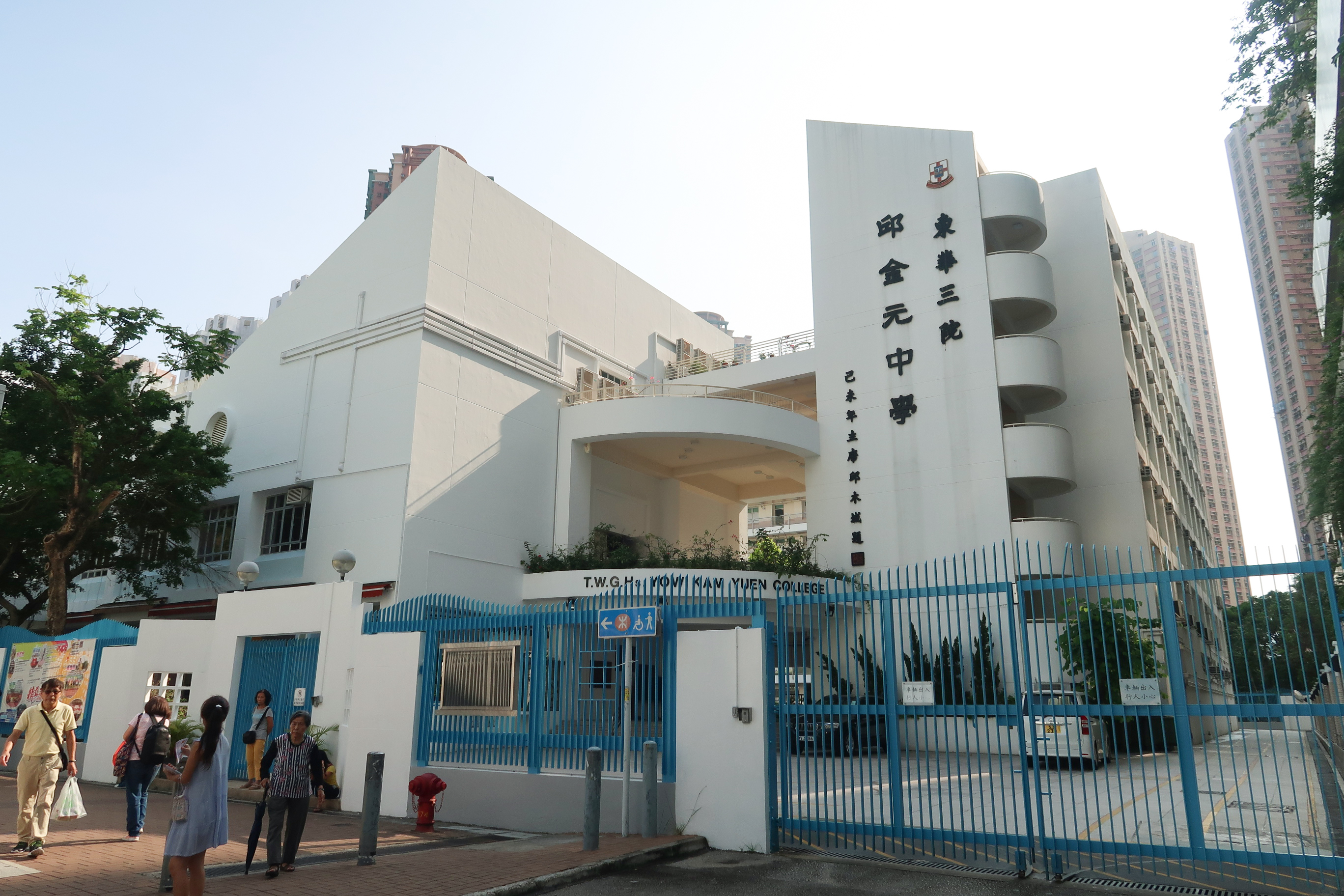
東華三院邱金元中学
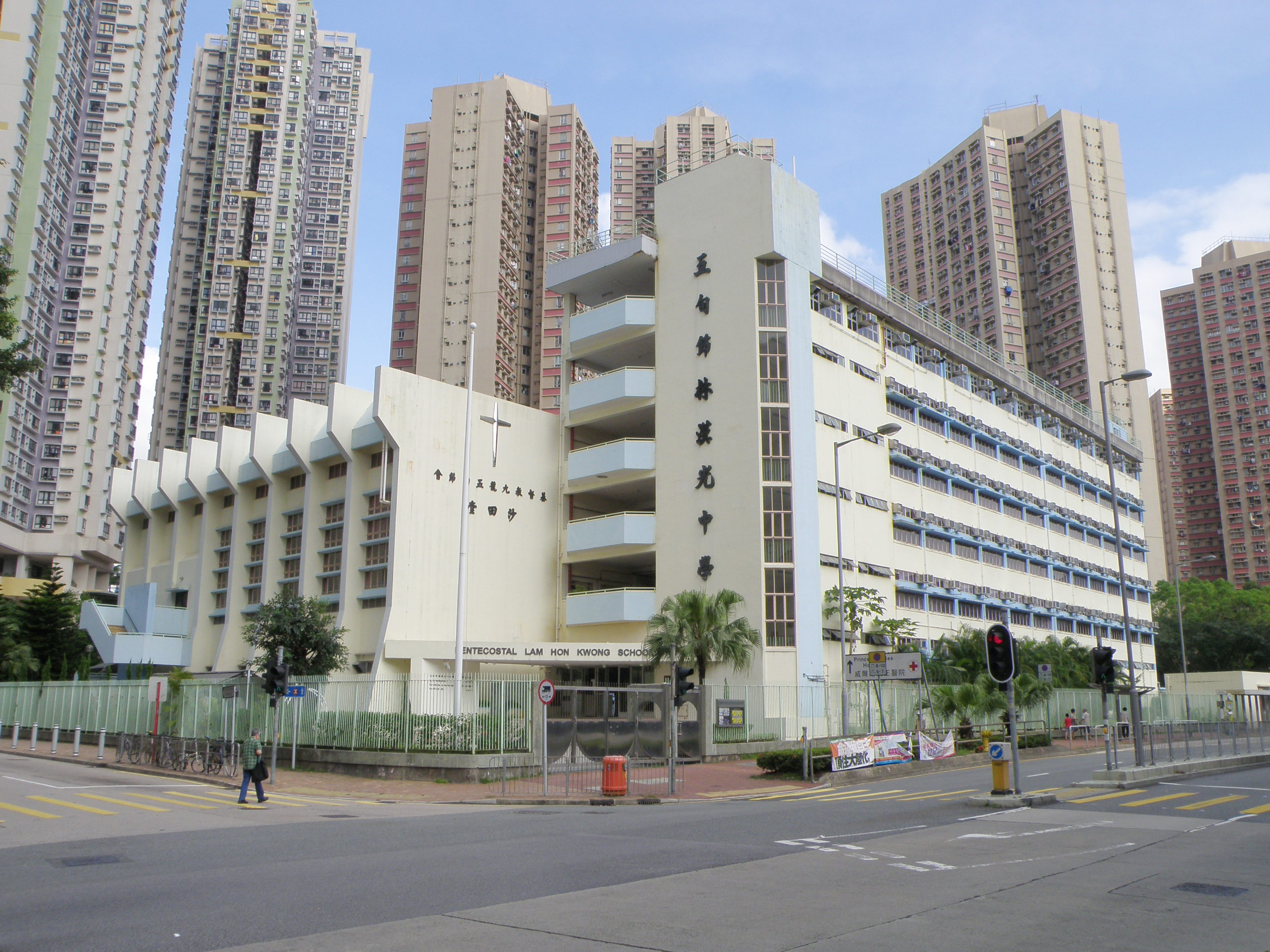
五旬節林漢光中学

中学校
- 五旬節林漢光中学（中国語版）
- 聖公会林裘謀中学（中国語版）
- 東華三院邱金元中学（中国語版）

- 浸信会呂明才小学
- 胡素貞博士記念学校
- 聖公会林裘謀中学
- 東華三院邱金元中学
- 五旬節林漢光中学

## 交通
港鉄
- 屯馬線：第一城駅C出口 (所要5-10分)

大涌橋路
- 九龍・新界方面：38B、40S、40X、43S、43X、73A、80K、81C、83K、85A、85K、86、86C、86K、86S、87D、240X、263A、281A、281B、284、286C、289R、299X、N281
- 香港島方面：88R、182、682B、N182
- ランタオ島・空港方面：A41、A41P、NA40、NA41
- ミニバス：65A、65K、65S、67A、67K、803、804、806A、810、811B、811S、813、813A

沙田第一城バスターミナル
- 九龍・新界方面：61R、84M、281A
- 香港島方面：88R、182、682B、682C、N182、NR88（平日朝のみ）
- ミニバス：65S

小瀝源路
- 九龍・新界方面：61R、73A、80K、82K、83K、85A、85X、89C
- 香港島方面：680、680A、682、682B、682C、980A、N680
- ミニバス：65A、65K、65S、67A、804、806A、811、811A、811P、813、813A

挿桅杆街/銀城街
- 九龍・新界方面：49X、73A、82C、82K、82X、84M、85A、86、89C、89X、240X、281A
- 香港島方面：88R、182、682C、N182
- ランタオ島方面：A41、N42、NA41
- ミニバス：65S、804、806A、808、811、811A、811P、811S、NR927、NR933

## 主な出来事
- 1986年1月26日、第12棟の31階で爆発事故があり、その部屋の男性と、飛んできたエアコンに当たった通行人の男女各1名が死亡した[1][2]。
- 1989年9月1日、住人で芸能人の鍾保羅が借金苦から飛び降り自殺。30歳没。
- 1990年9月6日、第48棟の28階で爆発事故があった。居住者がガスを使った自殺をしたためで、死者1名負傷者9名を出した[3][4][5][6]。
- 2008年3月31日の深夜、第17棟の23階で、43歳、41歳の姉弟、66歳の母親が寝室で練炭を燃やして自殺した。現場に残された遺書や手紙から債務問題が関係しているとされる。悪臭のため隣人が通報し、警察が駆けつけたことで発覚した。
- 2005年12月1日、地元住民の要請を受け、団地内の圓洲角郵便局を沙田第一城郵便局に改称した。
- 2011年7月、置富産業信託は、商業施設を「フォーチュン・シティワン」と「フォーチュン・シティワン・プラス」に改称した。
- 2015年6月、香港中連弁は、新界工作部幹部の宿舎として、10部屋を5,000万元で購入した。
- 2016年3月8日、第2棟の9階で、夫婦が愛犬とともに練炭自殺した。外国人家政婦から警察に通報があった。うつ病と経済問題を苦にしたものとされる[7]。